# Francesc Caballer i Soteras
Francesc Cavaller i Soteras (Barcelona, Catalunya, 14 d'octubre de 1932 — Barcelona, 4 de setembre de 2011) fou un jugador d'hoquei sobre herba barceloní guanyador d'una medalla olímpica (bronze a Roma 1960).
Fou jugador del Reial Club de Polo de Barcelona, on arribà a assolir la capitania de l'equip. Guanyà cinc Campionats de Catalunya (1954, 1955, 1957, 1958, 1960), quatre Copes del Rei (1957-60) i una Lliga (1958). Fou internacional per Catalunya en dotze ocasions. Amb la selecció espanyola jugà 27 partits i obtingué la medalla de bronze als Jocs Olímpics de Roma (1960). Es retirà l'any 1961.
Membre del Reial Club de Polo de Barcelona, va participar, als 27 anys, en els Jocs Olímpics d'Estiu de 1960 realitzats a Roma (Itàlia), on va aconseguir guanyar la medalla de bronze en la competició masculina.